# Projekt Athena

Athena, knihovna grafických ovládacích prvků

Projekt Athena byl v letech 1983–1991 společný projekt Massachusettského technologického institutu (MIT) a firem Digital Equipment Corporation (DEC) a IBM na vytvoření prostředí pro distribuované výpočty pro výukové účely na MIT. 
V rámci projektu byl vytvořen X Window System, síťový autentizační protokol Kerberos, a notifikační služba Zephyr, díky čemuž
sehrál významnou roli při vývoji grafických uživatelských rozhraní a prostředí pro distribuované výpočty.
Ovlivnil vývoj tenkých klientů, LDAP, Active Directory, a Instant messagingu.

## Popis
Vedoucími pětitelého projektu v hodnotě 50 miliónů dolarů byl Michael Dertouzos, ředitel laboratoře matematické informatiky, Jerry Wilson, děkan fakulty inženýrství MIT a Joel Moses, vedoucí katedry elektrotechniky a informatiky. Společnost DEC souhlasila, že přispěje více než 300 terminály, 1600 mikropočítači, 63 minipočítači a pěti zaměstnanci; společnost IBM 500 mikropočítači, 500 pracovními stanicemi, softwarem, pěti zaměstnanci a grantovými prostředky.

## Historie
V roce 1979 navrhl Michael Dertouzos presidentu univerzity Jerome Wiesnerovi zpřístupnění univerzitních sálových počítačů studentům pomocí sítě. Na MIT se v té době používaly počítače pro výzkum, ale studenti základního studia kromě studentů matematické informatiky počítače nepoužívali. Protože zbytek univerzity neměl o tuto nabídku zájem, požádala v roce 1982 fakulta inženýrství společnost DEC o dodávku vybavení pouze pro fakultu. Prezident MIT Paul E. Gray však chtěl, aby z projektu měla užitek celá univerzita, a zainteresoval IBM, aby vybavila počítači ostatní části MIT.
V květnu 1983 byl zahájen projekt Athena. Jeho počáteční cíle byly:
- Vyvinout počítačové výukové nástroje, které budou použitelné v různých vzdělávacích prostředích
- Vytvořit bázi znalostí pro budoucí rozhodování o používání počítačů ve vzdělávání
- Vytvořit výpočetní prostředí podporující různé typy hardwaru
- Podněcovat sdílení myšlenek, kódu, dat a zkušeností v rámci MIT

Cílem projektu bylo rozšířit dostupnost počítačů mimo obory matematické informatiky a inženýrství, pro výuku cizích jazyků, ekonomie, a politologie, apod. Pro realizaci těchto cílů se MIT rozhodl vytvořit distribuovaný výpočetní systém založený na OS Unix. Na rozdíl od Univerzity Carnegieho–Mellonových, která také získala granty IBM a DEC, studenti nemuseli mít vlastní počítač; MIT vybudoval pro své studenty počítačové laboratoře, ale cílem bylo také umožnit přístup z počítačů na všech studentských kolejích. Studenti se museli naučit Fortran a Lisp, a měli přístup k výkonným grafickým pracovním stanicím označovaným „3M“ – schopným provádět 1 milion instrukcí za sekundu, s 1 megabytem RAM a s displejem s 1 milionem pixelů.
Přestože počítače IBM a DEC nebyly vzájemně kompatibilní, tvůrci systému Athena usilovali, aby software bylo možné provozovat na počítačích obou výrobců. MIT nechtěla být po skončení projektu Athena závislá na jednom dodavateli. Prvními počítači dostupnými v síti bylo 63 serverů DEC VAX-11 se sdílením času. V rámci „fáze II“, která začala v září 1987, stovky pracovních stanic IBM RT PC nahradily počítače VAX, které dále sloužily jako souborové servery pro pracovní stanice. Dělení kateder na uživatele počítačů DEC a IBM přestalo existovat. Po přihlášení k pracovní stanici měli studenti okamžitý přístup k souborům a programům dostupným díky centrálním službám. Díky použití modelu tenkého klienta bylo uživatelské rozhraní všech pracovních stanic konzistentní bez ohledu na typ a výrobce pracovních stanic, a malý tým mohl udržovat stovky klientů.
Projekt podnítil vznik mnoha technologií, které se stále používají, jako X Window System a Kerberos. K dalším technologiím vyvinutým pro projekt Athena patří notifikační služba Zephyr a jmenná a adresářová služba Hesiod.
V listopadu 1988 bylo na MIT 722 pracovních stanic ve 33 soukromých a veřejných clusterech v kampusu i mimo něj, včetně kolejí. Průzkumem bylo zjištěno, že 92 % studentů použilo pracovní stanice Athena aspoň jednou, a 25 % studentů je používalo každý den.
V lednu 1988 byl projekt o 3 roky prodloužen. Vývojáři, kteří se zaměřovali na vývoj operačního systému a coursewaru pro různé vzdělávací subjekty, nyní pracovali na zlepšení stability softwaru Athena a zvýšení jeho použitelnosti. Když Projekt Athena v červnu 1991 skončil, převzalo jej IT oddělení MIT a rozšířilo jej do oddělení univerzitního výzkumu a administrativy. V dubnu 1999 měl kampus MIT více než 1300 pracovních stanic Athena s více než 6000 uživateli, kteří se připojovali do systému denně.

## Výukové počítačové prostředí
Athenu používají mnozí na MIT i v roce 2020 v počítačových laboratořích na různých místech kampusu pro zpřístupnění vzdělávací výpočetní platformy; v plánu je pokračovat v jejím poskytování po neomezenou dobu. Také je dostupná pro instalace na osobní počítače, včetně přenosných v podobě sady balíčků pro Debian, která umožňuje využívat počítač jako tenkého klienta, který stahuje podle potřeby vzdělávací aplikace z MIT serverů.
Návrh projektu Athena díky použití architektury „tenkých klientů“ a standardních konfigurací pracovní plochy minimalizovala potřebu pracovních sil. To nejen snižuje pracnost údržby, ale také minimalizuje čas tréninku pro nasazení a aktualizaci softwaru i odstraňování problémů. Tyto vlastnosti představují významnou výhodou i v současnosti.
V souladu s původním záměrem byl přístup k systému Athena v posledních několika letech značně rozšířen. Zatímco v roce 1991 převažoval přístup z veřejných počítačových učeben („clusters“) v univerzitních budovách, přístup byl rozšířen na studentské koleje a skupiny samostatně bydlících osob. Všechny koleje mají oficiálně podporované clustery Athena. Navíc na většině kolejí existují kiosky pro rychlé přihlášení, což jsou pracovní stanice s přístupem časově omezeným na deset minut. Zasíťování kolejí se řídí principem „jeden port na jedno lůžko“.
Athena původně používala jako základní operační systém pro všechny hardwarové platformy BSD Unix. Od dubna 1999 byly ve veřejných laboratořích pracovní stanice Sun Microsystems SPARC a SGI Indy. Stanice SGI byly v roce 2006 opuštěny v očekávání konce produkce systému IRIX. Ve verzi 9 byla představena verze Atheny pro Linux s operačním systémem Red Hat Enterprise Linux běžícím na levnějším hardwaru X86 nebo X86-64. Interně vyvinutý systém menu „DASH“ a Motif Window Manager (mwm) byl v Athena 9 nahrazen modernější pracovní plochou GNOME. Athena 10 používá výhradně Ubuntu Linux (odvozený z Debianu); podpora pro Solaris byla ukončena v létě 2009.

## Vzdělávací software

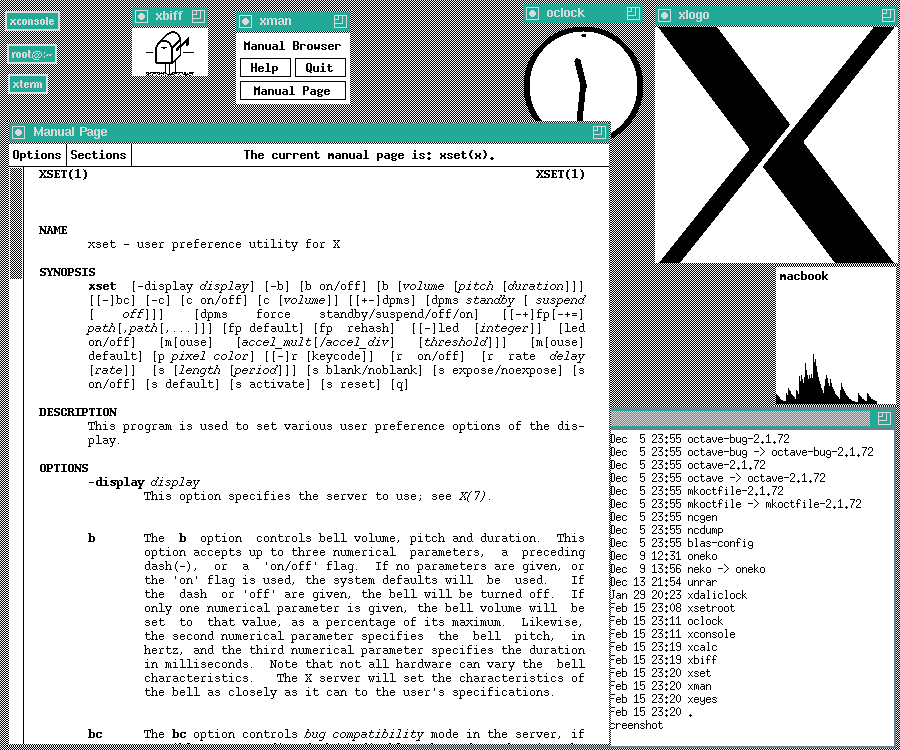
Pracovní plocha X Window System

Původní koncepce projektu Athena počítala s vývojem softwaru pro konkrétní kurzy, který se měl používat pro výuku. Dnes se počítače nejčastěji používají pro „horizontální“ aplikace jako je e-mail, komunikace, zpracování textů a grafiku.
Velký vliv projektu Athena na vzdělávání měla integrace aplikací třetích stran do projektu. MATLAB a Maple (zejména první z nich) jsou součástí mnoha kurzů přírodních a inženýrských věd. Vyučující očekávají, že jejich studenti budou mít k těmto aplikacím přístup a budou je používat pro projekty a domácí úkoly, a někteří vyučující použili platformu MATLAB pro vytvoření nových výukových kurzů, které původně využívaly X Window System.
Pro specifické obory práce se používá specializovaný software třetích stran. V kurzech architektury a počítačové grafiky se používá vykreslovací software, v kurzech chemie, chemického inženýrství a přednáškách z materiálových věd programy pro molekulární modelování; důležitým prvkem několika kurzů na různých katedrách na MIT je profesionální software používaný chemickými inženýry v průmyslu.

## Příspěvek k vývoji distribuovaných systémů
Athena nebyla výzkumným projektem, a primárním účelem projektu nebyl vývoj nových modelů využívání výpočetní techniky. Ve skutečnosti byl účel právě opačný. MIT chtělo vysoce kvalitní výpočetní prostředí pro vzdělávání. Jediným způsobem, jak jej získat, bylo vytvořit jej interně, z existujících komponentů, pokud byly dostupné, jejich rozšířením o software, který bude tvořit požadovaný distribuovaný systém. Přitom fakt, že šlo o průkopnický vývoj v oblasti, o kterou se intenzivně zajímal počítačový průmysl, působil silně ve prospěch MIT tím, že přitáhl množství finančních prostředků z průmyslových zdrojů.
Dlouholetá zkušenost ukázala, že pokročilý vývoj zaměřený na řešení existujících problémů bývá mnohem úspěšnější než pokročilý vývoj podporující technologii, která teprve musí hledat své uplatnění.[zdroj?] Athena je vynikajícím příkladem pokročilého vývoje provedeného pro uspokojení existujících důležitých potřeb. Nutnost řešit „reálné“ potřeby zajistila, že se projekt soustředil na řešení důležitých problémů, bez odbíhání k zajímavým, ale nepříliš důležitým problémům. V důsledku toho Athena velmi významně přispěla k pokroku v technologii distribuovaných výpočtů, i když to bylo pouze vedlejším efektem při řešení vzdělávacího problému.
Nově vyvinutá systémová architektura rozpracovaná v projektu Athena zahrnuje tyto vlastnosti (v současné terminologii):
- Model klient–server distribuovaných výpočtů používající třívrstvou architekturu
- (Bezstavové) pracovní prostředí tenkého klienta
- Bezpečnostní systém šifrované autentizace a autorizace (Kerberos)[1][15][16]
- Jmenná služba (Hesiod)[1]
- X Window System používananý v unixové komunitě[1]
- X toolkit pro snadnou konstrukci grafických uživatelských rozhraní
- Instant messaging (v reálném čase pracující notifikační služba Zephyr)[1]
- Celosystémové používání adresářového systému
- Celosystémová integrovaná údržba systém (Moira Service Management System)
- Systém online nápovědy (OLH)
- Veřejný bulletin board systém (Discuss)

Mnoho konceptů návrhu vyvinutých v „on-line consultant“ se nyní objevuje v populárních softwarových balíčcích pro help desky.
Protože funkce poskytované systémem Athena a usnadnění v oblasti správy nebyly dostupné v žádném jiném systému, jeho použití se rozšířilo i mimo MIT. V souladu se zavedenou strategií MIT byl software zpřístupněn všem zájemcům bezplatně. Firma Digital Equipment Corporation „produktizovala“ software jako DECAthena, aby byl přenositelnější, a nabízela jej spolu s podporou na trhu. Několik univerzit a průmyslový organizací nainstalovaný Athena software. Na začátku roku 1992 používalo produkt DECathena 20 univerzit po celém světě, a ve 30 komerčních organizacích se testovalo jeho používání.
Architektura systému také nalezla použití mimo MIT. Architektura Distributed Computing Environment (DCE) od Open Software Foundation vychází z konceptů rozpracovaných v projektu Athena. Firma Microsoft do svého síťového operačního systému Windows NT začlenila Kerberos a několik dalších prvků poprvé implementovaných v projektu Athena.

## Použití mimo MIT
- Společnost Pixar, která se zabývá počítačovou grafikou a animací (dříve Lucasfilm Computer Graphics Project, nyní vlastněná společností Walt Disney Pictures), používala většinu z padesáti prvních systémů projektu Athena pro vytvoření krátkometrážního animovaného filmu André a včela předtím, než se animační programy začaly všeobecně používat.[zdroj?]
- Iowa State University provozuje implementaci Athena pod názvem „Projekt Vincent“ pojmenovanou po Johnu Vincentu Atanasoffovi, konstruktérovi Atanasoffova–Berryho počítače.[18]
- North Carolina State University provozuje také variantu Athena pojmenovanou „Eos/Unity“.[19]
- Univerzita Carnegieho–Mellonových začala podobný projekt Andrew o rok dříve než MIT; projekt podnítil vznik AFS, což je systém souborů používaný v současnosti i v projektu Athena.
- Marylandská univerzita v College Parku používala variantu Atheny na WAM (Workstations at Maryland, Pracovní stanice v Marylandu) a Glue,[20] nyní pojmenovaný '“TerpConnect“.[21]